# Pablo Hernández Rivera
Pablo José Hernández Rivera (San Juan, 11 maggio 1991) è un politico portoricano, delegato residente di Porto Rico dal 2025.

## Biografia
Nato a San Juan, Hernández Rivera crebbe in una nota famiglia politica: suo nonno Rafael Hernández Colón fu governatore di Porto Rico per tre mandati. Pablo studiò presso l'Harvard College e si laureò in giurisprudenza presso la Stanford Law School.
Entrò in politica con il Partito Popolare Democratico, affiliandosi al Partito Democratico statunitense.
Nel 2024 si candidò alla carica di Delegato residente di Porto Rico, vale a dire il deputato non votante di Porto Rico in seno alla Camera dei Rappresentanti. Risultò eletto con il 44,6% dei voti, superando altri quattro candidati.
Una volta eletto, Hernández Rivera sottolineò di essere il primo eletto portoricano nell'arco degli ultimi venticinque anni a schierarsi contro la statalità di Porto Rico, ritenendo opportuno mantenere lo status quo di territorio.
Nel 2025 si candidò alla carica di presidente del suo partito, riuscendo ad essere eletto per il ruolo.
Secondo Jose Pablo Hernandez Rivera, "Avere un governatore repubblicano riduce notevolmente la possibilità che il presidente Trump attacchi Porto Rico", dopo la vittoria di Jennifer Gonzalez-Colón alle elezioni del 2024.
Nel maggio 2025, Pablo José Hernández Rivera denunciò i funzionari del governo portoricano che non lo avevano consultato a Washington, dove ricopriva l'incarico di Commissario residente.
Nel giugno 2025, Pablo José Hernández partecipò alla parata portoricana a New York, Stati Uniti, diventando così il primo commissario residente a Washington a presenziare alla celebrazione dell'identità portoricana negli Stati Uniti dai tempi di Aníbal Acevedo Vilá.